# Kovács István (régész)
Kovács István (Kézdivásárhely, 1880. augusztus 21. – Kolozsvár, 1955. augusztus 15.) romániai magyar régész, muzeológus, numizmatikus. Kovács István (Kolozsvár, 1919. március 21.) villamosmérnök  atyja.

## Életútja
Középiskolai tanulmányait Kolozsvárt kezdte, Sepsiszentgyörgyön érettségizett (1898), a Ferenc József Tudományegyetemen történelem-földrajz szakos tanári oklevelet szerzett (1902). Pályáját az Erdélyi Nemzeti Múzeum gyakornokaként kezdte, 1906-tól annak osztályfőnöke; Strasbourgban és Berlinben az éremtanban szakosította magát (1907-08), ebből doktorált Etruria pénzrendszere c. disszertációjával Kolozsvárt (1910).
Tanár a kolozsvári Református Kollégiumban, 1913-tól a numizmatika egyetemi magántanára. Régészeti terepmunkáját és eredményeinek tudományos feldolgozását az első világháború szakította meg. 1916 nyarán orosz hadifogságba került, de omszki lágerparancsnoka lehetővé tette a város múzeumának tanulmányozását. 1918 nyarán került haza, majd 1920-tól a kolozsvári Ókortudományi Intézet munkatársa nyugdíjazásáig (1938).
A korabeli Erdély tudományosságának modern felkészültségű úttörő régésze, főleg az őskori és korai népvándorláskori telep- és temetőkutatásokban és a római éremtanban alkotott jelentőset. Szaktanulmányai főleg az Erdélyi Múzeum, a Dolgozatok az Erdélyi Nemzeti Múzeum Érem- és Régiségtárából (1910-19) és a Közlemények az Erdélyi Nemzeti Múzeum Érem- és Régiségtárából (1941-44) c. sorozatokban jelentek meg.

## Főbb munkái
- Az apahidai őskori telep és La Tène temető (Dolgozatok 1911)
- La système monétaire de l'Étrurie (Rivista italiana di Numismatica, Milano 1911); *Kiadatlan daciai és istrosi éremváltozatok (Dolgozatok 1911)
- A marosszentannai népvándorláskori temető (Dolgozatok 1912)
- A korpádi őskori telep (Dolgozatok 1913)
- A mezőbándi ásatások (Dolgozatok 1913)
- A tászoktetői sziklakarcolatok (Dolgozatok 1914)
- A marosvásárhelyi őskori telep, skytha- és népvándorláskori temető (Dolgozatok 1915)
- Cimitirul a neolitic de la Decea Mureșului (Anuarul Institutului de Studii Clasice 1928-1932)
- Hogyan használta a honfoglaló magyar a szablyát (Közlemények 1941)
- A kolozsvári Zápolya-utcai magyar honfoglaláskori temető (Közlemények 1942)
- A marosdécsei rézkori temető (Közlemények 1944)